# S'jam perfekt
"S'jam perfekt" (svenska: jag är inte perfekt) är en låt framförd av den kosovoalbanska sångerskan Vesa Luma. Låten är skriven av Big Basta och komponerad av Florent Boshnjaku. Boshnjaku var även med och komponerade Rona Nishlius "Suus", som slutade femma i Eurovision Song Contest 2012. Med låten ställer Luma upp i Festivali i Këngës 51. Hon deltog i tävlingens första semifinal, den 20 december 2012 och lyckades därifrån ta sig vidare till finalen.
Innan tävlingen intervjuades Luma om sitt deltagande i tävlingen, där hon bland annat nämnde att hon var redo att tävla för Albanien i Eurovision.
| ”                    | Jag kommer att delta i festivalen med en dancelåt. Det är ett starkt bidrag och definitivt min karriärs bästa låt och jag är redo att tävla för Albanien i Eurovision. | „ |
| – Vesa Luma, Orainfo | |   |